# Gleby glejoziemne
Gleby glejoziemne – rząd gleb w systematyce gleb Polski (2011), na genezę których ma wpływ przede wszystkim proces glejowy.

## Charakterystyka
Gleby mineralne lub mineralno-organiczne, okresowo bardzo silnie uwilgotnione. Powoduje to rozwój procesów redukcyjnych w obrębie powierzchniowych 50 cm gleby. Objawiają się one specyficzną glejową mozaiką barw: w miejscu ciągłego nasycenia wodą panują stałe warunki redukcyjne objawiające się na ogół barwą niebieską, zieloną lub siną; w miejscach okresowego utleniania (strefie podsiąku kapilarnego) pojawiają się brązowe, rude lub żółte plamy. 
Materiał glebowy może mieć bardzo różne uziarnienie. 
Spotyka się je w miejscach o płytko zalegających wodach gruntowych.

## Systematyka
Rząd gleby glejoziemne w systematyce gleb Polski z 2011 r. posiada tylko jeden typ gleb: 
- Rząd 8. Gleby glejoziemne (G)
  - Typ 8.1. Gleby glejowe (GW)

Rząd gleb glejoziemnych jest nowo powstałym rzędem w Systematyce gleb Polski z 2011 r. W systematyce gleb Polski z 1989 r. gleby glejowe wydzielano jako typ gleby gruntowo-glejowe w ramach rzędu gleby zabagniane.
W klasyfikacji gleb WRB glebom glejoziemnym mniej więcej odpowiadają Gleysols.